# Naaman
Pour les articles homonymes, voir Naaman (homonymie).
Ne doit pas être confondu avec Naamân (fils de Benjamin).
Pour le chanteur reggae, voir Naâman.
Naaman (en hébreu : נַעֲמָן, romanisation : Naʿmān, litt. « amicalité, amabilité »), dit également Naaman l'Araméen, est le lieutenant de Ben-Hadad II (Hadadézer), roi d'Aram en Syrie, sous le règne de Joram, roi d'Israël du Nord, en Samarie. Il est guéri de la lèpre après s’être baigné dans le Jourdain sur le conseil du prophète biblique Élisée. Son histoire est rapportée dans la Bible, Deuxième Livre des Rois du Tanakh et évoquée dans l'Evangile selon Luc du Nouveau Testament.
Selon les textes d'Ougarit, Naaman reste un nom courant à cette époque, dans le nord de la Syrie antique.

## Histoire

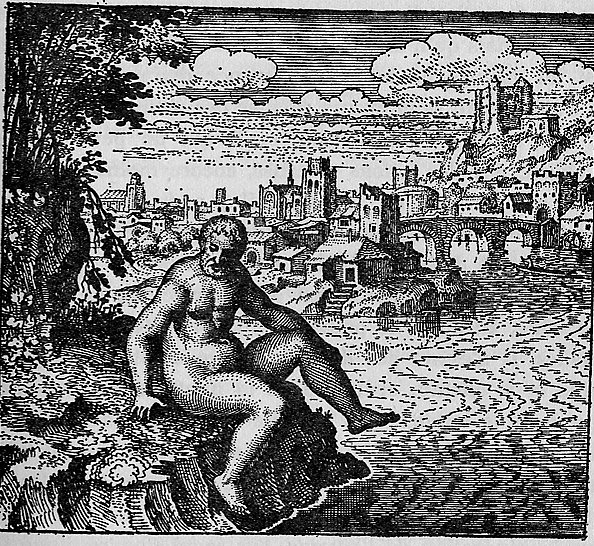
Représentation de Naaman s'apprêtant à se baigner dans le Jourdain (1617)

Naaman, militaire distingué ayant souvent mené les Araméens à la victoire, est touché par la lèpre. Il vient, sur les conseils d'une esclave israélite de son épouse, voir le roi d'Israël en Samarie pour obtenir la guérison de sa maladie de peau. Pour cela, le roi d'Aram-Damas (Ben-Hadad) en Syrie, sous lequel il sert, lui a remis une lettre destinée au roi d'Israël (Yoram) qui à sa lecture, ne sachant que faire pour guérir Naaman, déchire ses vêtements (en signe de deuil) car il soupçonne un prétexte du roi syrien pour déclencher des hostilités contre Israël. 

Lorsque le prophète Élisée entent parler de la situation, il reproche au roi son manque de foi et fait appeler Naaman par un messager. Sans le recevoir en personne, il l'envoie se laver sept fois dans le fleuve Jourdain. D'abord surpris voire contrarié par la réaction du prophète dont il aurait préféré qu'il pratiquât des procédures sur son corps et prie son dieu pour sa guérison, Naaman dénigre également Élisée et son pays, affirmant que le Jourdain est un petit fleuve insignifiant comparé aux grands fleuves de son pays comme la Barada (Amana ou Abana en hébreu). Naaman est sur le point de plier bagage et s'en retourner dans son pays mais, sur l'insistance de ses serviteurs, il va toutefois s'immerger dans le Jourdain comme préconisé par Élisée et sa peau devient douce comme celle d'un enfant, il guérit totalement. 

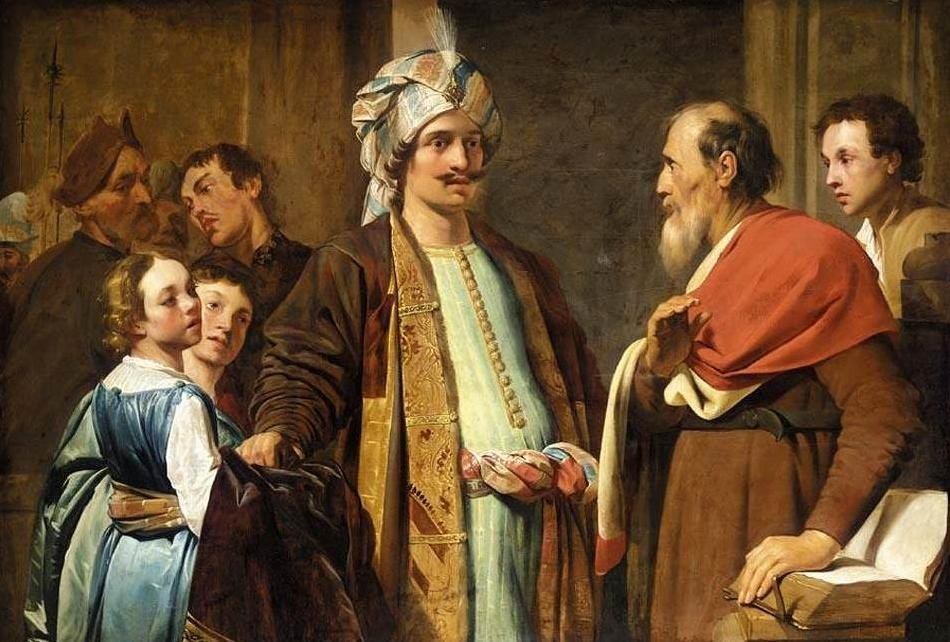
Élisée refuse les présents de Naaman, par Pieter de Grebber (1630)

Il revient vers Élisée pour lui remettre de somptueux cadeaux en remerciement, que le prophète refuse, en le renvoyant avec sa bénédiction. Guéri de son affection, Naaman décide de renoncer à son dieu païen et d'embrasser le judaïsme d'Élisée : il demande aussi qu'on lui donne de la terre d'Israël pour qu'il puisse y construire un autel au Dieu d'Israël en Syrie, car désormais il n'adorera que Lui. Cependant, il demande pardon, disant qu'en tant qu'officier du roi de Damas, lorsqu'il ira avec lui dans le temple syrien du dieu Rimmon, il sera obligé de se prosterner avec lui. Il accepte tout silencieusement et s'en retourne chez lui.
Mais Guéhazi, le serviteur d’Élisée, tente de profiter de la situation : il rattrape Naaman en chemin et lui demande, au nom de son maître, notamment un don d'argent et de vêtements pour des pauvres recueillis par Élisée. Naaman, dupé, se montre très généreux envers Guéhazi qui, de retour chez son maître, cache son butin et ment à son maître qui l'interroge et devine son action. En punition de sa cupidité, de son mensonge et d'avoir ainsi diminué l'honneur de Dieu, Élisée maudit son serviteur et le condamne lui et sa descendance à porter la lèpre de Naaman. 

## Littérature religieuse

### Bible

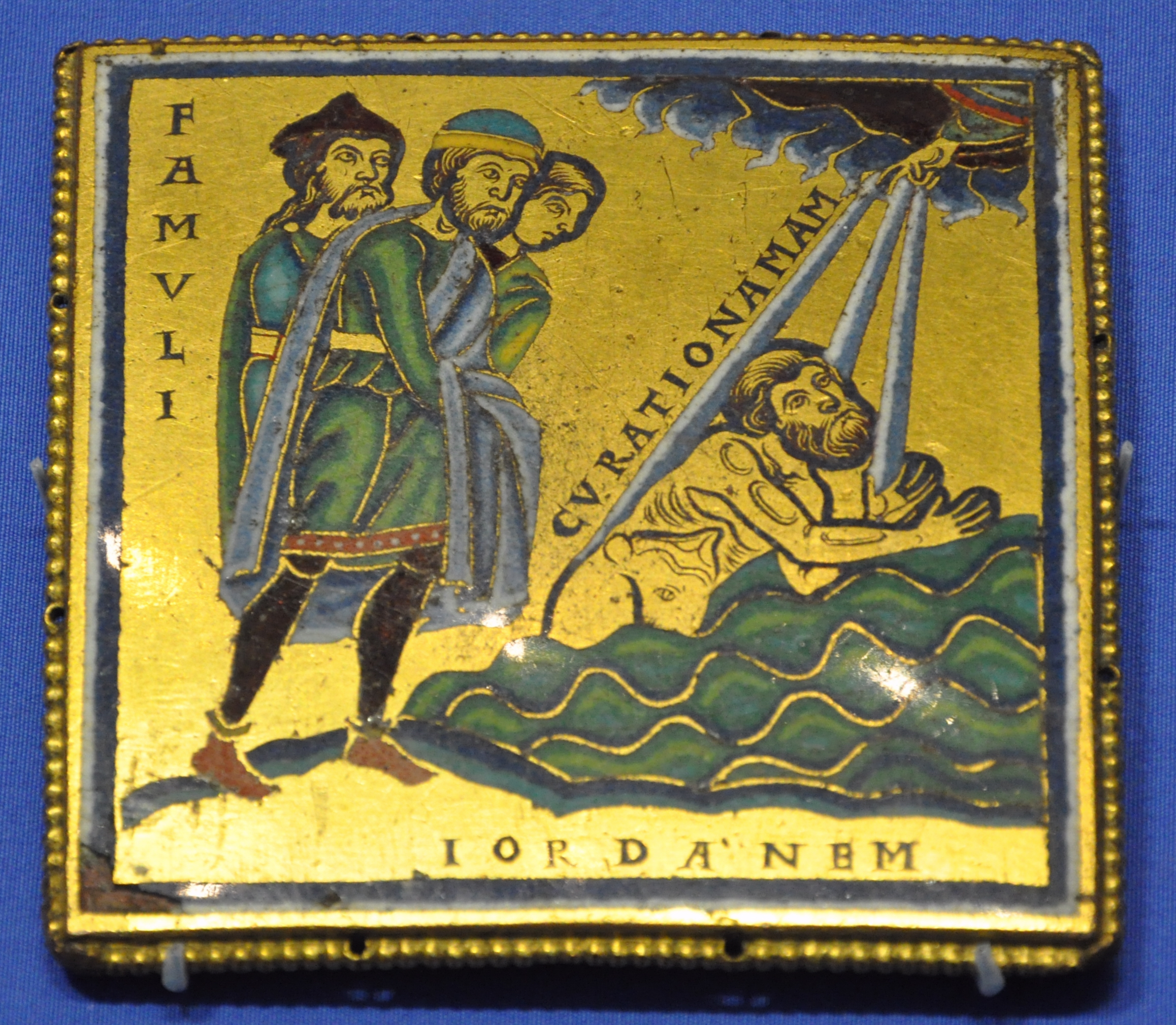
« Guérison de Naaman dans le Jourdain », plaque en bronze doré et émail champlevé provenant d'un retable d'autel de la vallée de la Meuse (vers 1150, British Museum)

Naaman est mentionné dans 2 Rois 5:1-2 de la Bible hébraïque comme « Naaman, capitaine de l'armée du roi de Syrie » (וְ֠נַעֲמָן שַׂר־ צְבָ֨א מֶֽלֶךְ־אֲרָ֜ם).
« Naaman, chef du roi de Syrie, était un homme important et respecté devant son seigneur, car c'est par lui que l'Éternel avait donné la victoire à la Syrie. Cet homme était un homme vaillant et un chef militaire. Les Syriens sortirent en bandes et prirent dans le pays d'Israël une jeune fille qui servait la femme de Naaman. »
Le personnage est également mentionné dans Luc 4:27 du Nouveau Testament, désigné en grec comme « Ναιμὰν ὁ Σύρος » ou « Naaman le Syrien », un lépreux.
« Il y avait aussi beaucoup de lépreux en Israël au temps du prophète Élisée, et aucun d'eux ne fut purifié, excepté Naaman le Syrien »,.
Le texte chrétien raconte que Jésus, dans la synagogue de Nazareth, présente l'exemple du Syrien Naaman, un étranger guérit par Dieu, à ses compatriotes - probablement comme exemple de la volonté de Dieu de sauver des gens en dehors du peuple d'Israël -, ce qui suscite leur colère, en ce lieu de prières.
La Septante, traduction grecque de la Bible hébraïque, utilise pour « se laver » le mot baptizein qui fait référence au baptême chrétien et est également associé au fleuve Jourdain ; ainsi l'histoire de Naaman est-elle souvent comprise par les chrétiens comme une anticipation typologique du baptême des Gentils).

### Talmud et Midrash
La Guemara indique que son autre nom de Naaman est « Haddrimon ben Tabrimon », et qu'il est le Haddrimon mentionné dans la Bible. Ce nom vient probablement du dieu araméen Adad (Addu, Hadad) d'Alep.
Selon l'étude et l'enseignement rabbinique du Midrash, Naaman est un archer des armées syriennes qui, au hasard, tire son arc et blesse accidentellement mais mortellement Achab, roi du nord d'Israël. Par conséquent, le roi araméen, le maître de Naaman, est Hadadézer (Ben-Hadad). Naaman est alors nommé commandant de l'armée syrienne. Cet événement est évoqué dans 2 Rois 5:1 : « car par lui Dieu avait accordé la victoire à la Syrie ». Naaman est présenté comme vaniteux et hautain, à cause de quoi il est frappé de lèpre. 
Le midrash Tanhouma dit que Naaman est frappé de lèpre pour avoir enlevé une jeune fille israélite et en avoir fait la servante de sa femme (cette esclave qui recommande le royaume d'Israël pour guérir Naaman). Naaman est compris comme « Moab » dans l'expression « Moab serait mon bassin » dans le Psaume 60, que les rabbins considèrent comme une allusion au bain de Naaman dans le Jourdain ; l'appellation « Moab » est un jeu de mots sur le mot « abi » (« mon père ») par lequel Naaman est appelé par ses serviteurs dans 2 Rois 5:13.
L'exégète provençal David Kimhi (des XIIe et XIIIe siècles) remarque que d'après la formulation du verset, la lèpre reportée sur le serviteur Guéhazi et sa descendance ne toucherait que lui et ses trois fils qui connaissaient le plan de leur père.
Naaman est un ger toshav, un prosélyte n'ayant accepté que quelques-uns des commandements de la Torah : les lois noahides. Ses immersions dans le Jourdain font écho à celles du mikvé, rituel nécessaire lors d'une conversion. Malgré les accommodements de Naaman (il a réclamé un autel idolâtre sur la terre d'Israël), la Mekhilta de Rabbi Ishmael place la conversion au judaïsme de Naaman au-dessus de celle de Jethro qui avait tout quitté pour rejoindre les enfants d'Israël,. 

## Datation
Le rédacteur du deuxième livre des Rois ne s'est pas préoccupé d'indiquer l'époque à laquelle cet événement s'est produit. Le nom des deux rois principaux de l'histoire, celui que sert Naaman et celui du royaume d'Israël, ne sont pas mentionnés. 
Cependant, Élisée succède à Élie sous le règne de Joram fils d'Achab, roi d'Israël. Il exerce son rôle de prophète à partir de la montée au ciel d'Élie (-927 , -850) pendant environ 50 ans (ou 66 d'après le Seder Olam), dans le royaume d'Israël, sous les règnes successifs de Joram, de Jéhu, de Joachaz et de Joas. Il meurt vers -800.
La tradition rabbinique selon laquelle Naaman est l'archer (1 Rois 22:34) qui blesse mortellement Achab semble avoir été adoptée par l'historien Flavius Josèphe. Si la tradition est correcte, le roi que Naaman sert doit être Hadadézer, mais comme l'intervalle entre la mort d'Achab et la guérison de la lèpre de Naaman n'est pas connu, il est impossible d'identifier formellement le roi auquel Naaman est envoyé avec une lettre. Heinrich Ewald pense que le roi en question est Joachaz, tandis que Daniel Schenkel suggère Jéhu, mais l'opinion générale est qu'il s'agit de Joram. 
Le passage « car par lui Dieu avait accordé la victoire à Syrien » (2 Rois 5:1) sur lequel les Hazal (du VIe siècle av. J.-C. au VIe siècle) s'appuient pour identifier Naaman avec le meurtrier d'Achab est cependant renvoyé par George Rawlinson au triomphe sur le roi d'Assyrie Salmanazar III lors de la bataille de Qarqar (en 853 av. J.-C.); par une alliance d'États araméens et arabes dirigée par Hadadézer (IXe siècle av. J.-C.),. 

## Lèpre
Selon le récit biblique, il est appelé metzora une personne atteinte de la maladie de peau tsaraath (hébreu : צָרַעַת, romanisé : ṣāraʿaṯ ). Souvent traduite par « lèpre » , cette maladie ou affliction, ne peut pas être la lèpre connue aujourd'hui qui n'est arrivée en terre d'Israël et au Proche-Orient ancien qu'entre 327 et 325 av. J.-C., après le retour des troupes de la campagne indienne d'Alexandre le Grand. 
Il n'est pas aisé d'identifier le mal dont souffre Naaman. L'hébreu tzaraat est traduit en grec dans la Septante par λέπρα / lépra, traduit classiquement en français par « lèpre ». Toutefois, la traduction n'a pas la précision d'un vocabulaire médical, et par ailleurs λεπρός / leprós, qui donne « lépreux », signifie « pelé, écorché, rugueux, écailleux ».
Pour A. Shai, D. Vardy et A. Zvulunov, le psoriasis, l'une des affections cutanées les plus anciennement décrites, pourrait être l'une de celles que la Torah nomme metzora. Pour d'autres, il peut s'agir de la dermatite séborrhéique, la gale, l’impétigo, la scarlatine, le lupus érythémateux, etc.
Il n'est pas mentionné explicitement de miracle dans ce récit ; le lecteur de la Bible peut y voir une guérison miraculeuse ou non, selon sa sensibilité. Dans une lecture symbolique, Naaman serait littéralement « lavé de ses péchés » pour redevenir pur, et non pas « soigné » d'une bactérie découverte en 1873. Cependant, la guérison de Naaman est décrite dans les textes bibliques comme miraculeuse, au sens d'extraordinaire et donnée par Dieu.